# Paraphloeus scorteccii
Paraphloeus scorteccii là một loài bọ cánh cứng trong họ Cerambycidae.